# Субботин, Николай Иванович (историк)
Никола́й Ива́нович Суббо́тин (13 (25) ноября 1827 — 30 мая (12 июня) 1905) — русский историк церкви, публицист, доктор богословия, заслуженный профессор и преподаватель Московской духовной академии; тайный советник.

## Биография
Родился 13 (25) ноября 1827 года в семье протоиерея старого Покровского собора в Шуе Владимирской губернии. Окончил Шуйское духовное училище (1842) и Владимирскую духовную семинарию (1848). В числе лучших четырёх выпускников был отправлен в Московскую духовную академию, которую окончил в 1852 году третьим магистром XVIII курса. Выпускное сочинение — «О заслугах духовенства в отношении к верховной власти в России».
В октябре 1852 года он был назначен преподавателем в Вифанскую семинарию: в высшем отделении читал церковную историю и церковное законоведение; в среднем отделении преподавал церковно-библейскую историю. С ноября 1853 года был одновременно помощником инспектора семинарии. Свою магистерскую диссертацию «Об отношениях духовенства русского к князьям с XI в. до половины XV в.» он представил в 1854 году (была напечатана в «Прибавлениях к творениям святых отцов»). Был утверждён в степени магистра 12 ноября 1854 года, а спустя год был перемещён в Московскую духовную академию, где с ноября 1855 года в звании бакалавра, а с 24 февраля 1859 года в звании экстраординарного профессора преподавал библейскую герменевтику и учение о вероисповеданиях, ересях и расколах. С ноября 1857 года исполнял также обязанности помощника инспектора, с сентября 1860 — помощника библиотекаря, а с ноября 1862 года был библиотекарем Московской духовной академии — оставаясь в этой должности до мая 1864 года, когда был определён секретарём Комитета для цензуры духовных книг.
По новому уставу 1869 года из учения о вероисповеданиях была выделена отдельная дисциплина, и Субботин возглавил с 1870 года новую кафедру истории и обличения русского раскола. В этом же году он был избран членом совета Московской духовной академии.
В 1872 году он стал учредителем Братства святого Петра Митрополита.
К 1874 году он завершил большой труд «Происхождение, так называемой, Австрийской или Белокриницкой иерархии» (М., 1874), который был представлен им в качестве диссертации на степень доктора богословия, которой был удостоен в июле того же года. В сентябре он был утверждён в звании ординарного профессора Московской духовной академии, а в ноябре академическим советом был избран помощником ректора по церковно-историческому отделения и занимал эту должность до сентября 1883 года.
С 1875 года Николай Субботин был редактором журнала «Братское слово», статьи которого вызывали негодование у старообрядцев. В январе 1879 года советом академии он был определён одним из редакторов журнала «Прибавления к Творениям Святых Отцов» (до сентября 1883 года).
В январе 1881 года в связи с 25-летием службы при Московской духовной академии он получил звание заслуженного ординарного профессора. В 1884 году был избран в члены правления академии.
Субботин дружил и состоял в регулярной переписке с обер-прокурором Святейшего синода Константином Победоносцевым.
В октябре 1894 года Субботин оставил преподавание, получив при отставке чин тайного советника, и посвятил себя литературной работе. С 1893 по 1899 год был редактором журнала «Братское слово», посвященном расколу.
Публиковал свои статьи в газетах и журналах «Московские ведомости», «Русский вестник», «Душеполезное чтение», «Вера и Церковь», «Православный путеводитель».
Скончался 30 мая (12 июня) 1905 года на своей даче в Томилине и был похоронен 2 июня 1905 года, при участии в отпевании по единоверческому чину митрополита Владимира (Богоявленского), в московском Никольском единоверческом монастыре, у северной стены алтаря Никольского храма, рядом с могилой своего друга и соработника — архимандрита Павла (Леднева).
Вскоре после кончины Николая Субботина 17 октября 1905 года был издан царский Манифест, вводивший гражданские свободы, в частности, свободу совести и свободу вероисповедания, после провозглашения которых старообрядцы получили законное право создавать общины и строить свои храмовые здания, с чем категорически был не согласен и против чего активно боролся профессор Николай Субботин.

## Деятельность
Н. И. Субботин занимает видное место в литературе о русском старообрядческом расколе. Им было опубликовано огромное количество документов за всю историю старообрядчества — вплоть до хроники современных ему значимых событий старообрядческой жизни. Субботин считал, что изучение «раскольниками» своей собственной истории приведёт к их «просвещению» в отношении собственных заблуждений. Однако эффект от издания его многотомных «Материалов к истории раскола» зачастую был обратным: старообрядцы, скупавшие целые тиражи «Материалов», ещё более консолидировались идейно, участились случаи возвращения из единоверия в «раскол». Вместе с тем сами единоверцы получили мощную идейную легитимацию: из «терпимых» они стали претендовать на ранг «исконных».
Субботин изменил сам подход к старообрядчеству, при котором конфессиональное старообрядчество стало рассматриваться не в прежнем «просвещенческом» ключе, но в политическом: неправота староверов не в их «тёмности», но в их антицерковности, имеющей в XIX веке, по мнению Субботина, сугубо политический, антигосударственнический характер. Посему лучший способ преодоления раскола — это предоставление староверам автономии в рамках Церкви. «И гонение на раскол, и покровительство расколу составляют крайности, которых одинаково следует избегать в интересах православной русской церкви и русского государства, крепкого православием». Как практический деятель против раскола Субботин был убеждённым сторонником системы вероисповедных ограничений и одним из самых горячих противников распечатания рогожских алтарей.